# Требелно при Паловчах
Требелно при Паловчах (словен. Trebelno pri Palovčah) је насељено место у општини Камник, Средњесловенска регија, Словенија.

## Историја
До територијалне реорганизације у Словенији било је у саставу старе општине Камник.

## Становништво
У попису становништва из 2011. године, Требелно при Паловчах је имало 11 становника.
| Број становника према пописима | Број становника према пописима | Број становника према пописима |
| ------------------------------ | ------------------------------ | ------------------------------ |
| 1991                           | 2002                           | 2011                           |
| 9                              | 9                              | 11                             |

Напомена: До 1952. исказивано под именом Требелно.